# Oskar Rümmele
Oskar Rümmele (né le 6 mai 1890 à Hausen im Wiesental et mort le 29 juin 1975 à Waldkirch) est un syndicaliste et homme politique allemand (CDU).

## Biographie
Après avoir étudié à l'école, Rümmele travaille comme secrétaire syndicale pour les associations protestantes des travailleurs et du peuple dans le grand-duché de Bade à partir de 1912. De 1914 à 1918, il participe à la Première Guerre mondiale en tant que soldat. En 1919/20, il est directeur général des syndicats chrétiens d'Ulm, de 1920 à 1924 président de l'Association des chemins de fer de Bade et de 1924 à 1933 président de l'Union chrétienne des cheminots allemands (CGDE) et de l'Association des employés allemands des transports et de l'État à Berlin.
Après l'arrivée au pouvoir des nationaux-socialistes en 1935, Rümmele perd son emploi pour des raisons politiques et travaille ensuite comme entrepreneur indépendant dans le secteur de l'hébergement. Parfois, il est observé par les autorités de sécurité nazies pour des raisons politiques.

## Politique
Après la Seconde Guerre mondiale, Rümmele co-fonde la CDU à Hinterzarten. À partir de 1948, Rümmele est directeur de district du syndicat des cheminots allemands de Karlsruhe. Rümmele est député du Bundestag de 1949 à 1957. Il représente la circonscription d'Offenbourg au parlement. Dans la première législature, il est vice-président de la commission des transports du Bundestag et dans la seconde (1953 à 1957) son président. Dans cette fonction, il impose la limite de vitesse du centre-ville de 50 km/h en 1957, contre une opposition politique féroce, après quoi le nombre de personnes tuées dans la circulation urbaine chute. Il ne réussit pas à imposer une limitation de vitesse sur les autoroutes. Rümmele est maire de la commune de Hinterzarten de 1948 à 1951.